# Nordwasser

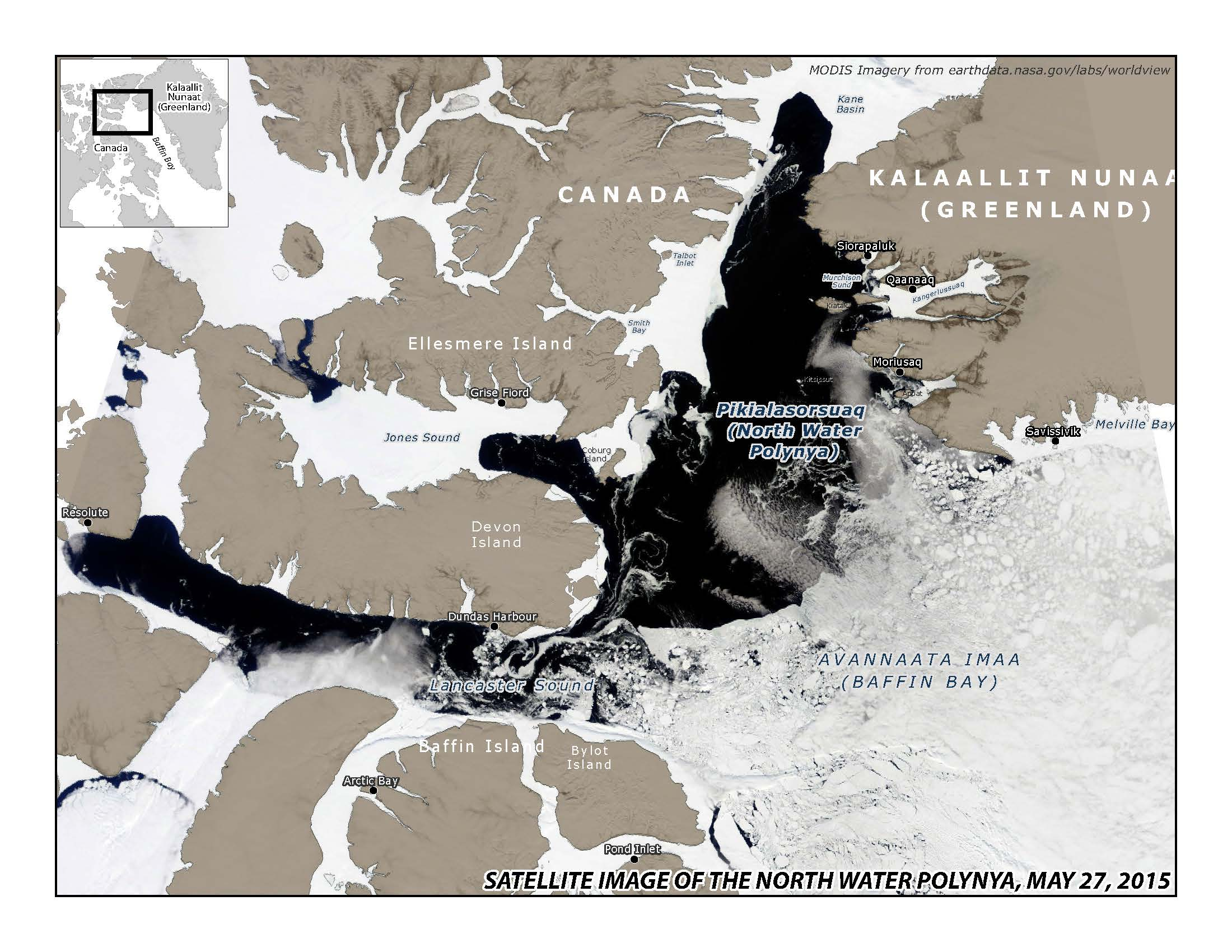
MODIS-Satellitenfoto des Nordwassers im Mai 2015 mit unterlegter Karte

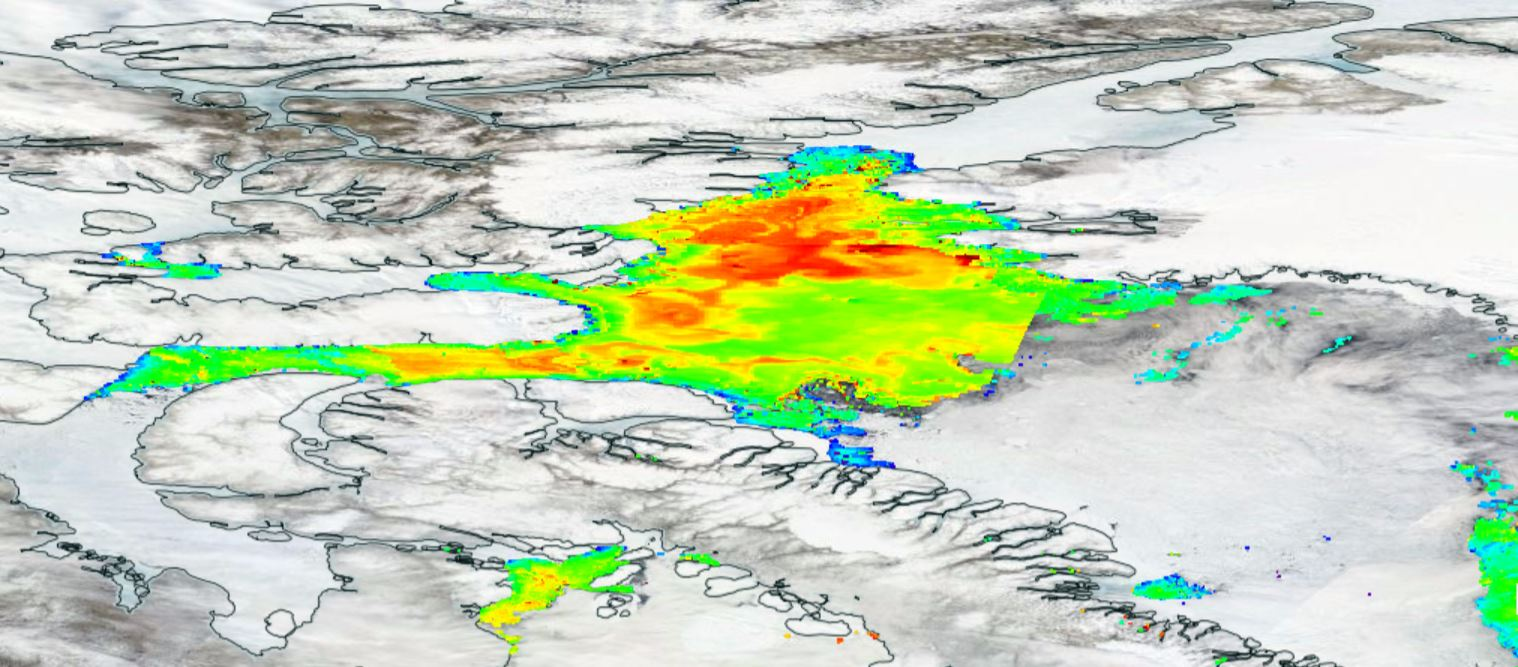
Konzentration des Phytoplanktons im Nordwasser am 14. Juni 2016

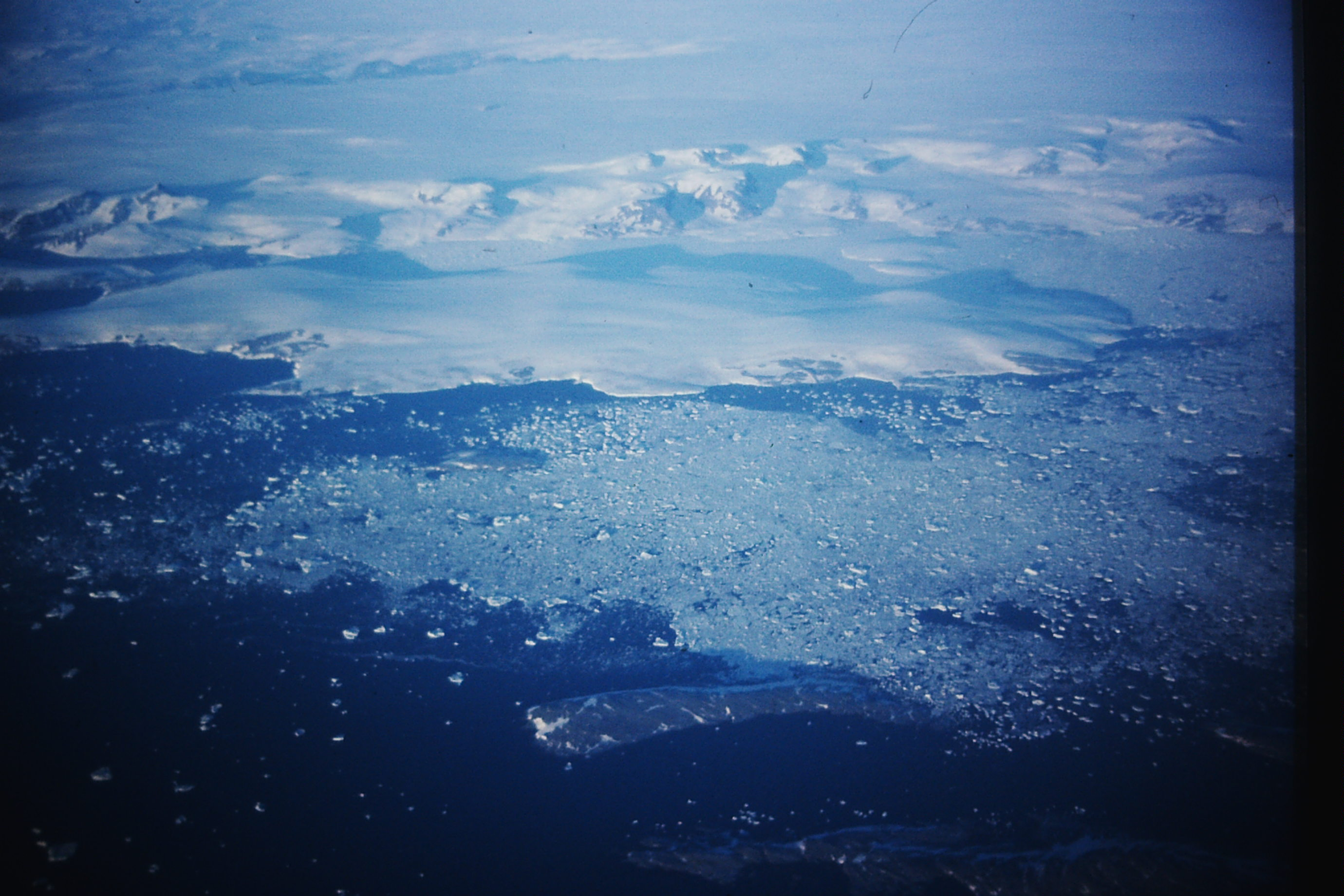
Nordwasser-Polynia und Coburg Island

Das Nordwasser (grönländisch Pikialasorsuaq „Die große hervorströmende“, englisch North Water Polynya) ist die größte Polynja der kanadischen Arktis. Sie bildet sich jährlich im nördlichen Teil der Baffin Bay und im südlichen Smithsund zwischen 76° und 79° Nord und zwischen 70° und 80° West. Sie wird im Westen durch das Festeis von Devon Island, der Coburg Island und Ellesmere Island, im Südosten durch die Carey Øer (Kitsissut) und im Nordosten durch Grönland begrenzt. Im Sommer erreicht sie eine maximale Größe von etwa 80.000 km². Das biologisch produktive Nordwasser ist eine lokale Insel der Biodiversität.

## Entstehung
Das Nordwasser bildet sich, sobald im Winter eine Eisbrücke im Kanebecken entsteht, die den Zustrom von Meereis aus der Lincolnsee in die nördliche Baffin Bay blockiert. Die vorherrschenden, oft stürmischen nördlichen Winde lassen junges Meereis im Smithsund und angrenzenden Gebieten der Baffin Bay regelmäßig aufbrechen und nach Süden driften und verhindern das Entstehen einer stabilen Eisdecke. Daneben werden unter Wissenschaftlern thermische Effekte durch aufsteigendes wärmeres Wasser entlang der grönländischen Küste diskutiert, die eine Rolle bei der Ausbreitung der Polynja im späten Frühling spielen. Das Nordwasser bleibt bis zum April von geringer Ausdehnung, produziert aber beachtliche Mengen an Meereis, die nach Süden transportiert werden. Im Frühling dehnt die Polynja sich schnell aus, bis sich im August auch die Eisdecke im zentralen Teil der Baffin Bay auflöst.

## Fauna
Das Nordwasser ist ein Gebiet erhöhter biologischer Aktivität. Das offene Wasser und dünne Eis erlaubt im Frühling eine zeitige Blüte des Phytoplanktons, die bis zu einem halben Jahr dauern kann und damit drei Monate länger als in angrenzenden eisbedeckten Meeresteilen, wie zum Beispiel dem Lancastersund. Das Phytoplankton steht am Anfang der Nahrungskette, in der der Arktische Dorsch (Arctogadus glacialis) eine Schlüsselrolle spielt. Er ist die Nahrungsgrundlage großer Populationen von Meeresvögeln und -säugern. Man schätzt, dass allein der Krabbentaucher, ein kleiner Vertreter der Alkenvögel, hier mit 14 bis 30 Millionen Paaren nistet. Als weitere Seevögel sind die Dickschnabellumme, der Eissturmvogel, die Gryllteiste, die Dreizehenmöwe, die Eismöwe und die seltene Elfenbeinmöwe vertreten. Insgesamt gibt es im Gebiet etwa 25 Seevogelarten.
Rund 10.000 Weißwale (Belugas) überwintern jährlich im Nordwasser, bevor sie im Juni in ihre Sommerquartiere in den Fjorden des Lancastersunds ziehen. Narwale und Grönlandwale sind in geringerer Zahl ganzjährig anzutreffen. Auch Walrosse, Ringelrobben, Bartrobben und Eisbären bevölkern die Polynja zu allen Jahreszeiten.

## Geschichte
Das Nordwasser mit seiner großen Dichte an Meeressäugern und Vögeln bietet den verschiedenen, einander ablösenden Inuit-Kulturen schon seit etwa 5000 Jahren reiche Jagdgründe. Es gibt Hinweise darauf, dass die Grænlendingar im 13. Jahrhundert Handel mit den Polareskimos trieben und die Polynja kennenlernten. Die erste verbürgte Reise von Europäern zum Nordwasser ist die von William Baffin und Robert Bylot mit der Discovery im Jahre 1616. Am 1. Juli erreichten sie südlich von Kap Dudley Digges bei 75° 40′ Nord offenes Wasser und entdeckten vier Tage später die Einfahrt in den Smithsund. Erst 200 Jahre später kamen wieder Schiffe in die nördliche Baffin Bay. Auf der Suche nach der Nordwestpassage befuhr John Ross das Nordwasser mit der HMS Isabella und der HMS Alexander. Das Nordwasser bekam seinen Namen von den Walfängern des 19. Jahrhunderts, die hier schon im Frühjahr Beute machen konnten, wenn es ihnen gelang, die gefährliche Melville-Bucht zu durchqueren.